# Campeonato Pernambucano 1970
In 1970 werd het 56ste Campeonato Pernambucano gespeeld voor voetbalclubs uit de Braziliaanse staat Pernambuco. De competitie werd georganiseerd door de FPF en werd gespeeld van 15 maart tot 6 september en werd verdeeld over twee fases. Beide kampioenen van de eerste en tweede fase plaatsen zich voor de finale die over drie wedstrijden gespeeld werd. Santa Cruz werd kampioen. 

## Eerste fase
| Plaats | Club                  | Wed. | W  | G | V  | Saldo | Ptn. |
| ------ | --------------------- | ---- | -- | - | -- | ----- | ---- |
| 1.     | Santa Cruz            | 14   | 11 | 2 | 1  | 32:8  | 24   |
| 2.     | Sport do Recife       | 14   | 10 | 3 | 1  | 27:3  | 23   |
| 3.     | Náutico               | 14   | 9  | 4 | 1  | 24:4  | 22   |
| 4.     | Central               | 14   | 4  | 2 | 8  | 9:17  | 10   |
| 5.     | América               | 14   | 3  | 4 | 7  | 14:24 | 10   |
| 6.     | Santo Amaro           | 14   | 4  | 1 | 9  | 16:24 | 9    |
| 7.     | Ferroviário do Recife | 14   | 3  | 2 | 9  | 13:31 | 8    |
| 8.     | Íbis                  | 14   | 2  | 2 | 10 | 14:38 | 6    |

|  | Gekwalificeerd voor finale     |
|  | Uitgeschakeld voor tweede fase |

## Tweede fase
| Plaats | Club            | Wed. | W | G | V | Saldo | Ptn. |
| ------ | --------------- | ---- | - | - | - | ----- | ---- |
| 1.     | Náutico         | 10   | 8 | 1 | 1 | 21:4  | 17   |
| 2.     | Santa Cruz      | 10   | 7 | 1 | 2 | 25:3  | 15   |
| 3.     | Sport do Recife | 10   | 5 | 3 | 2 | 13:7  | 13   |
| 4.     | Central         | 10   | 2 | 3 | 5 | 6:17  | 7    |
| 5.     | América         | 10   | 2 | 1 | 7 | 7:20  | 5    |
| 6.     | Santo Amaro     | 10   | 1 | 1 | 8 | 2:23  | 3    |

|  | Gekwalificeerd voor finale |

## Finale
|                                   |         |       |            |  |
| 30 augustus 1970 Eerste wedstrijd | Náutico | 0 – 0 | Santa Cruz |  |
| 30 augustus 1970 Eerste wedstrijd |         |       |            |  |

|                                   |            |       |         |  |
| 2 september 1970 Tweede wedstrijd | Santa Cruz | 2 – 1 | Náutico |  |
| 2 september 1970 Tweede wedstrijd |            |       |         |  |

|                                  |            |       |         |  |
| 6 september 1970 Derde wedstrijd | Santa Cruz | 2 – 0 | Náutico |  |
| 6 september 1970 Derde wedstrijd |            |       |         |  |

## Kampioen
| Campeonato Pernambucano de 1970 |
| Pernambuco                      |
| ------------------------------- |
| SANTA CRUZ Kampioen (11° titel) |